# Johann Eichrodt
Johann Eichrodt (auch Eichrod) (* 7. Februar 1582 in Höxter; † 27. Januar 1638 in Hameln) war ein deutscher Jurist. 
Der Sohn des gleichnamigen Predigers der höxterschen St.-Kiliani-Kirche studierte ab 1604 in Marburg und Gießen und wurde nach seiner Promotion 1610 Gymnasialprofessor in Stadthagen und Rat des corveyer Abtes. Ab 1621 war er Professor der Rechte der Universität in Rinteln, der er als Konrektor bis zur Berufung als Stadtsyndikus in Hameln 1634 vorstand.